# Гюльшах-хатун
Гюльшах-хатун (осман. کل شاہ خاتون‎, бл. 1433 — бл.1487) — дружина османського султана Мехмеда II.

## Біографія
Народилася близько 1433 року. Дочка Ібрагіма Бея II, володаря держави Караманідів. Вийшла заміж за Мехмеда навесні 1451 року в Манісі. Її батько Ібрагім запропонував руку своєї дочки молодому правителю як прохання про прощення і мирний договір за конфлікт через «спірні території».
У тому ж році вона народила сина Мустафу (пом. 1474), який стане улюбленим сином Мехмеда. Про її подальші відносини з Мехмедом нічого невідомо, як і про неї саму.
Сама Гюльшах воліла жити в Бурсі, де потім її син був і похований. Вона гірко оплакувала смерть юного сина. У листі Мехмед велів їй залишатися там, і жити з честю, а її внучка Нергісшах була відіслана в Стамбул (див. Джованні Анджіолелло, Турецька Історія, 69-70).
Померла в 1487 році, похована в тому ж місті. Усипальниця розташована поруч зі святинею Мурадіє (мечеттю Мурада II, батька Мехмеда).